# HD 192985
HD 192985，又名BD+45 3119，SAO 49395、HR 7756，是一颗恒星，视星等为5.91，位于銀經81.93，銀緯5.8，其B1900.0坐标为赤經20h 12m 46.1s，赤緯+45° 5.8′ 22″。